# Actebia amphibola
Actebia amphibola là một loài bướm đêm trong họ Noctuidae.